# Ástilo (arquitectura)
Ástilo (en griego antiguo: ἄστυλος, ‘sin columnas’) es en la arquitectura griega antigua un tipo de templo sin columnas. Los templos sin columnas eran templos sencillos que consistían en una simple cella.